# Mike Brown (hockey sur glace, 1985)
Pour les articles homonymes, voir Mike Brown (hockey sur glace, 1979), Mike Brown et Brown.
Mike S. Brown (né le 24 juin 1985 à Northbrook dans l'État de l'Illinois aux États-Unis) est un joueur professionnel américain de hockey sur glace.

## Carrière de joueur
Il a été repêché en 5e ronde, 159e au total par les Canucks de Vancouver au repêchage d'entrée de 2004, équipe pour qui il a joué la saison 2007-2008 et le début de la saison 2008-2009 avant de rejoindre l'équipe des Ducks d'Anaheim. Après une saison et demie avec les Ducks, il rejoint l'équipe des Maple Leafs de Toronto. Le 4 mars 2013, il est échangé aux Oilers d'Edmonton contre un choix conditionnel de 4e ronde au repêchage d'entrée dans la LNH 2014.
Il est à nouveau échangé le 21 octobre 2013. Il passe aux Sharks de San José en échange d'un choix de quatrième ronde au repêchage 2014.
Le 29 février 2016, il est réclamé au ballottage par les Canadiens de Montréal à la date limite des transactions.

## Statistiques
Pour les significations des abréviations, voir Statistiques du hockey sur glace.

### En club
| Saison     | Équipe                 | Ligue      |     | Saison régulière | Saison régulière | Saison régulière | Saison régulière | Saison régulière |   | Séries éliminatoires | Séries éliminatoires | Séries éliminatoires | Séries éliminatoires | Séries éliminatoires |
| Saison     | Équipe                 | Ligue      | PJ  | B                | A                | Pts              | Pun              | PJ               | B | A                    | Pts                  | Pun                  |                      |                      |
| 2001-2002  | États-Unis             | NAHL       | 46  | 5                | 11               | 16               | 56               | -                | - | -                    | -                    | -                    |                      |                      |
| 2002-2003  | États-Unis             | NAHL       | 9   | 0                | 3                | 3                | 29               | -                | - | -                    | -                    | -                    |                      |                      |
| 2003-2004  | Wolverines du Michigan | NCAA       | 42  | 8                | 5                | 13               | 51               | -                | - | -                    | -                    | -                    |                      |                      |
| 2004-2005  | Wolverines du Michigan | NCAA       | 35  | 3                | 5                | 8                | 95               | -                | - | -                    | -                    | -                    |                      |                      |
| 2005-2006  | Moose du Manitoba      | LAH        | 73  | 7                | 8                | 15               | 139              | 13               | 1 | 2                    | 3                    | 17                   |                      |                      |
| 2006-2007  | Moose du Manitoba      | LAH        | 62  | 3                | 0                | 3                | 194              | 13               | 0 | 2                    | 2                    | 16                   |                      |                      |
| 2007-2008  | Moose du Manitoba      | LAH        | 54  | 10               | 3                | 13               | 201              | 6                | 2 | 0                    | 2                    | 11                   |                      |                      |
| 2007-2008  | Canucks de Vancouver   | LNH        | 19  | 1                | 0                | 1                | 55               | -                | - | -                    | -                    | -                    |                      |                      |
| 2008-2009  | Canucks de Vancouver   | LNH        | 20  | 0                | 1                | 1                | 85               | -                | - | -                    | -                    | -                    |                      |                      |
| 2008-2009  | Ducks d'Anaheim        | LNH        | 28  | 2                | 1                | 3                | 60               | 13               | 0 | 2                    | 2                    | 25                   |                      |                      |
| 2009-2010  | Ducks d'Anaheim        | LNH        | 75  | 6                | 1                | 7                | 106              | -                | - | -                    | -                    | -                    |                      |                      |
| 2010-2011  | Maple Leafs de Toronto | LNH        | 50  | 3                | 5                | 8                | 69               | -                | - | -                    | -                    | -                    |                      |                      |
| 2011-2012  | Maple Leafs de Toronto | LNH        | 50  | 2                | 2                | 4                | 74               | -                | - | -                    | -                    | -                    |                      |                      |
| 2012-2013  | Maple Leafs de Toronto | LNH        | 12  | 0                | 1                | 1                | 70               | -                | - | -                    | -                    | -                    |                      |                      |
| 2012-2013  | Oilers d'Edmonton      | LNH        | 27  | 1                | 0                | 1                | 53               | -                | - | -                    | -                    | -                    |                      |                      |
| 2013-2014  | Oilers d'Edmonton      | LNH        | 8   | 0                | 0                | 0                | 19               | -                | - | -                    | -                    | -                    |                      |                      |
| 2013-2014  | Sharks de San José     | LNH        | 48  | 2                | 3                | 5                | 75               | 6                | 1 | 1                    | 2                    | 26                   |                      |                      |
| 2014-2015  | Sharks de San José     | LNH        | 12  | 0                | 0                | 0                | 22               | -                | - | -                    | -                    | -                    |                      |                      |
| 2015-2016  | Sharks de San José     | LNH        | 44  | 1                | 2                | 3                | 63               | -                | - | -                    | -                    | -                    |                      |                      |
| 2015-2016  | Canadiens de Montréal  | LNH        | 14  | 1                | 1                | 2                | 27               | -                | - | -                    | -                    | -                    |                      |                      |
| 2016-2017  | Monsters de Cleveland  | LAH        | 11  | 0                | 0                | 0                | 2                | -                | - | -                    | -                    | -                    |                      |                      |
| Totaux LNH | Totaux LNH             | Totaux LNH | 407 | 19               | 17               | 36               | 778              | 19               | 1 | 3                    | 4                    | 51                   |                      |                      |

### En équipe nationale
| Année | Équipe         | Compétition                  |   | PJ | B | A | Pts | Pun      |  | Résultat |
| 2003  | États-Unis U18 | Championnat du monde -18 ans | 6 | 0  | 0 | 0 | 12  | 4e place |  |          |
| 2005  | États-Unis U20 | Championnat du monde junior  | 7 | 1  | 1 | 2 | 2   | 4e place |  |          |
| 2011  | États-Unis     | Championnat du monde         | 7 | 0  | 0 | 0 | 0   | 8e place |  |          |